# Volkan Demirel
Volkan Demirel (* 27. Oktober 1981 in Istanbul) ist ein ehemaliger türkischer Fußballtorwart und heutiger -trainer.

## Karriere

### Verein
2000 begann Demirel seine Profikarriere beim Zweitligisten Kartalspor und absolvierte dort in zwei Jahren mehr als 50 Einsätze. 2002 nahm er ein Angebot von Fenerbahçe Istanbul an und unterschrieb einen Zweijahresvertrag. Während der Saison 2002/03 kam er als Ersatzmann von Rüştü Reçber jedoch nur zu einem Einsatz. Nach Reçbers Wechsel zum FC Barcelona vor der Saison 2003/04 brach sich Demirel das Nasenbein. Nach seiner Rückkehr war er zunächst nur Ersatzmann hinter Recep Biler. Im Dezember 2003 erhielt er wieder seine Chance und etablierte sich mit starken Leistungen erneut als Nummer eins.  Nach 19 Saisoneinsätzen gewann Demirel mit Fenerbahçe den Meistertitel. Am Ende der Saison wurde sein Vertrag um drei Jahre verlängert. Ende der Saison 2018/19 wurde sein Vertrag nicht noch einmal verlängert, woraufhin Demirel seine Karriere als aktiver Profi beendete und seitdem im Trainerstab von Fenerbahçe tätig war.

### Nationalmannschaft
Nach guten Leistungen im Trikot von Fenerbahçe Istanbul gab Demirel am 28. April 2004 sein Debüt in der A-Nationalmannschaft, als er im  Freundschaftsspiel gegen Belgien eingewechselt wurde. Er wurde für die EM 2008 als Stammtorhüter nominiert. Bei der EM bestritt er drei Spiele in der Vorrunde, wobei er beim letzten Gruppenspiel gegen Tschechien wegen einer Tätlichkeit an dem Stürmer Jan Koller die rote Karte sah und für zwei Spiele gesperrt wurde.  Nach dem Rücktritt Rüştü Reçbers aus der Nationalmannschaft wurde Demirel Stammtorwart der Türkei. Nach einem öffentlichen Streit im Derby zwischen Fenerbahce und Galatasaray (am 12. Mai 2013 im Şükrü-Saraçoglu-Stadion) mit dem Nationalspieler Sabri Sarıoğlu, der im Istanbuler Derby eingewechselt wurde, wurden beide Spieler von der TFF und ihrem Nationaltrainer Abdullah Avcı der Nationalmannschaft verwiesen. Danach übernahmen die Torhüter Cenk Gönen, Sinan Bolat und Mert Günok seine Rolle. Für die WM-Qualifikationsspiele der Türkei zur WM 2014 war er zwischenzeitlich wieder als erster Torwart im Einsatz.

## Trainerkarriere

### Co-Trainer
Seit der Saison 2019/2020 gehört Demirel zum Trainerstab von Fenerbahce mit Trainer Ersun Yanal.

## Kontroversen um grob unsportliches Verhalten

### Februar 2013: Beleidigung und Bedrohung von Yalçın Ayhan
In der türkischen Ligapartie vom 24. Februar 2013 zwischen Fenerbahçe Istanbul und Kasımpaşa Istanbul kam es zwischen Demirel und dem Gegenspieler Yalçın Ayhan zu einer Kontroverse. Diese Kontroverse setzten sich nach Spielabpfiff auf dem Weg von der Umkleidekabine zum Mannschaftsbus fort. So soll Demirel Ayhan am Mannschaftsbus aufgehalten haben und ihn erst beschimpft haben. Anschließend soll er Ayhan gedroht haben, ihn von dessen Zuhause abholen zu lassen. Demirel wertete diese Anschuldigungen als Lüge ab und sagte, dass er lediglich Ayhan fragen wollte, ob er Demirels Mutter beschimpft habe und wenn ja, dass er diese Beschimpfung ihm ins Gesicht sagen solle. Der Vorfall ging mit der Forderung von einer Freiheitsstrafe von vier Jahren und vier Monaten gegen Demirel vor Gericht.

### August 2014: Tätlicher Angriff auf Felipe Melo
In der türkischen Supercup-Partie vom 25. August 2014 gegen den Erzrivalen Galatasaray Istanbul machte Demirel durch eine grobe Unsportlichkeit auf sich aufmerksam und entfachte dadurch in der Fachpresse eine lange Diskussion. Das Spiel endete nach Verlängerung 0:0 und musste per Elfmeterschießen entschieden werden. Erst griff Demirel vor jedem Elfmeter des Gegners nach seiner Trinkflasche und verzögerte so jeden Elfmeterschuss des Gegners. Beim dritten Elfmeter des Gegners, welchen der Brasilianer Felipe Melo ausführte und verschoss, lief Demirel im Freudentaumel direkt auf Melo zu und sprang diesen an. Anschließend versuchte Demirel, Melo tätlich anzugreifen und wurde vom Schiedsrichter davon abgehalten. Beide Spieler sahen nach dieser Szene die Gelbe Karte. Unmittelbar nach dem Spiel wurde Demirel vom vereinseigenen TV-Sender Fener TV auf die Szene mit Melo angesprochen und kommentierte diese mit den Worten: „Belediye gereksiz sokak köpeklerini zehirlesin. Yoksa olmayacak, bana kalacak bu iş. Ben de ceza alırım diye korkuyorum.“ (deutsch: „Die Stadtverwaltung sollte die unnötigen Straßenhunde vergiften. Ansonsten entsteht ein nicht anzunehmender Zustand und ich muss diese Sache übernehmen. Und ich hätte dann die Befürchtung, eine Strafe zu erhalten.“). Damit spielte er auf den Spitznamen Melos an, der sich selbst als Pitbull bezeichnet. Nachdem Demirel für dieses Verhalten hart und einstimmig von der Fachpresse kritisiert wurde, wurde er gefragt  was er mit seiner Aussage meinte. Er antwortete darauf: „(...) Ben nereye ne söylediğini çok iyi bilen biriyim. Ne kadar ağır şeyler yaşadığımı bir ben bilirim. Tek bir kişi, tek bir amaç ve tek bir niyettir benimki. Başka yerlere çekilmesin. Ne sokak köpeklerini kastettim, ne de başka bir şeyi...“ (deutsch: „(...) Ich bin jemand, der genau weiß was er sagt und an wen er das Gesagte richtet. Nur ich weiß, was für schwere Umstände ich ertragen musste. Meine Intention war an eine einzige Person, an ein einziges Ziel gerichtet und hatte eine einzige Absicht. Daher sollten keine Umdeutungen angestellt werden. Ich habe mit meiner Aussage weder die Straßenhunde beabsichtigt, noch etwas anderes...“). Mit dieser Aussage bekräftigte er, dass seine Aussage an Melo gerichtet war.
Nach diesen Entwicklungen verklagte Galatasaray Demirel beim türkischen Fußballverband. Das Disziplinarkomitee des Verbandes gab nach drei Tagen Demirel eine Spielsperre von drei Spielen und eine Geldstrafe von 17.500 Türkische Lira. Fenerbahçe stellte am Schiedsgericht des Verbandes sofort einen Revisionsantrag. Dieser wurde aber abgelehnt und die verhängten Strafen bestätigt. Neben Demirel wurde auch der Fenerbahçe-Vereinsfunktionär İlhan Ekşioğlu mit einer Freiheitsstrafe von 30 Tagen und einer Geldstrafe von 26.000 Türkische Lira versehen. Fenerbahçe teilte in einer Pressemitteilung mit, dass man sich der Lynchkampagne gegen Demirel bewusst sei.
Im gleichen Spiel wurde auch während des Elfmeterschießens sichtbar, dass Demirel bei jedem verwandelten Elfmeter Fenerbahçes an der Seitenlinie seine Genitalien griff und sie demonstrativ in Richtung der Galatasaray-Spieler zeigte. Er verteidigte sich damit, dass das eine natürliche Bewegung sei und er sich da kratzen könne, wo er es möchte.

### November 2014: Unsportliches Verhalten gegenüber Demba Ba
In der Ligapartie vom 2. November 2014 gegen den Erzrivalen Beşiktaş Istanbul wurde der Stürmer der gegnerischen Mannschaft, Demba Ba, von Demirels Mitspieler Mehmet Topal im Fünf-Meter-Raum vor dem Fenerbahçe-Tor ruppig auf den Boden gezerrt. Unmittelbar nach dieser Aktion erkundigte sich Topal bei dem auf dem Boden liegenden Ba mit der Frage, „Are you okay?“, nach dessen Befinden. Daraufhin mischte sich Demirel in den Dialog mit den Worten ein: „Ya bırak ya, sikeyim okeyini“ (sinngemäß übersetzt „Lass mal, auf sein Okay können wir verzichten“). Diese Unterhaltung war in der TV-Übertragung klar vernehmbar und wurde heftig kritisiert.

### November 2014: Unsportliches Verhalten türkischer Fußballfans
Am 16. November fand ein Länderspiel (Türkei gegen Kasachstan) für die Qualifikation zur Fußball-Europameisterschaft 2016 statt.
Während des Warmmachens wurde Demirel eine halbe Stunde von Zuschauern beleidigt und ausgepfiffen. Anhänger von Galatasaray Istanbul trugen in ihrem Stadion ihre Fehde mit dem Torwart des Stadtrivalen Fenerbahçe Istanbul aus. Demirel ging vom Platz und verließ das Stadion.

## Erfolge
National
- Türkische Fußballmeisterschaft: 2004, 2005, 2007, 2011, 2014
- Türkischer Supercup: 2007, 2009, 2014
- Türkischer Pokalsieger: 2012, 2013

International
- Erreichen des Halbfinales der UEFA EURO 2008
- Erreichen des Viertelfinales der UEFA Champions League: 2007/08
- Erreichen des Halbfinales der UEFA Europa League: 2012/13